# Wust el-Balad
Wust el-Balad (ägyptisch-arabisch وسط البلد, DMG Wusṭ al-balad ‚mitten im Land‘) ist eine Weltmusik-Band aus Ägypten, welche 1999 in Kairo von nur zwei der mittlerweile acht Mitglieder gegründet wurde. Wust el-Balad, eine Band, die arabische Musikelemente mit Soft Rock verbindet, wird als erfolgreichste Rockgruppe Ägyptens und des ganzen arabischen Raums eingeschätzt, da sie als erste Band der Region derartigen Erfolg verzeichnen konnte und über die größte Fangemeinde aller Rockbands der Region verfügt.

## Geschichte
Nachdem Ahmed Omran und Hany Adel die Band al-Far ar-Rumadi ins Leben gerufen hatten, wuchs diese nach und nach auf acht Mitglieder an. Dadurch wurde ihr Stil vielseitiger und ihre verschiedenen musikalischen Hintergründe (Omran ist graduierter Musikstudent, ed-Din stammt aus einer Musikerfamilie, Omar aus Eritrea) vereinigt, wobei die traditionell orientalische Stimme des Sängers, Adham es-Said, ein Gegengewicht und die „fehlende Würze“ darstellt.
Ihren ersten Auftritt hatten sie in einem kleinen Theater im Opernhaus, wo sie gemeinsam mit Nass Gedida, der Band Sameh Alazabs, vier Lieder vortrugen. Alazab war auch derjenige, der ihnen den Namen Wust el-Balad vorschlug, welchen sie ab diesem Zeitpunkt verwendeten.
Ihren ersten Auftritt als Wust el-Balad hatten sie im al-Maschrabiya, ihren ersten bezahlten Auftritt im Berlitz Language Center. Seither hatten Wust el-Balad regelmäßig Auftritte in verschiedensten Lokalitäten und Einrichtungen, so auch im Ausland.
Ihr nächstes Ziel war, auch die Menschen zu erreichen, die es sich nicht leisten konnten, ihre Auftritte in Bars zu besuchen. Daher gingen sie als erste Band in Ägypten auf die Straße, so zum Beispiel im Rahmen des französischen Festivals Les Français aiment l'Égypte. In Zusammenarbeit mit dem Goethe-Institut wurden sie vom Stuttgarter Bürgermeister nach Deutschland eingeladen und hatten dort einen Gig vor etwa 10.000 Zuhörern. 2005 spielten sie zum 100. Jahrestag von Heliopolis in der Bagdad Street, wo sie seither jährliche Frühlingskonzerte geben.
2007 veröffentlichte Wust el-Balad auf dem ägyptischen Plattenlabel Star Gate Records ihr nach ihnen benanntes Debütalbum.

## Diskografie
- 2007: Wust el-Balad وسط البلد (Star Gate Records)
- 2011: Rubabekya
- 2014: Karakib كراكيب
- 2018: بنطلوني الجينز (Mazzika)